# Molophilus (Molophilus) variitibia
Molophilus (Molophilus) variitibia is een tweevleugelige uit de familie steltmuggen (Limoniidae). De soort komt voor in het Afrotropisch gebied.